# Mamak, Ankara
Mamak es un distrito metropolitano de la provincia de Ankara en la región de Anatolia Central de Turquía, parte de la ciudad de Ankara . Según el censo de 2010, la población de Mamak es 549,585 El distrito cubre un área de 478 km² (185 mi²)  , y la elevación promedio es 899 m (2949 pies) .
Los edificios públicos incluyen; la prisión militar, tema de leyenda, poema y canción; el centro militar de vigilancia electrónica; y hay el basurero más grande de Ankara.

## Barrios
Hay 66 vecindarios en Mamak a partir de 2017.
- Abidinpaşa
- Akdere
- Akşemsettin
- Altıağaç
- Altınevler
- Anayurt
- Araplar
- Aşık Veysel
- Bahçeleriçi
- Bahçelerüstü
- Balkiraz
- Başak
- Bayındır
- Boğaziçi
- Bostancık
- Büyükkayaş
- Cengizhan
- Çağlayan
- Çiğiltepe
- Demirlibahçe
- Derbent
- Dostlar
- Durali Alıç
- Dutluk
- Ege
- Ekin
- Fahri Korutürk
- Gn.Zeki Doğan
- Gökçeyurt
- Gülseren
- Gülveren
- Harman
- Hürel
- Hüseyin Gazi
- Karaağaç
- Karşıyaka
- Kartaltepe
- Kazım Orbay
- Kıbrısköy
- Kızılca
- Köstence
- Kusunlar
- Kutlu
- Kutludüğün
- Küçük Kayaş
- Lalahan
- Mehtap
- Misket
- Mutlu
- Ortaköy
- P.T.T.Evleri
- Peyami Sefa
- Saimekadın
- Şafaktepe
- Şahap Gürler
- Şahintepe
- Şehit Cengiz Topel
- Şirintepe
- Tepecik
- Tuzluçayır
- Türközü
- Üreğil
- Yenibayındır
- Yeşilbayır
- Yukarı İmrahor
- Zirvekent

## Nativos notables
- Kübra Öztürk (nacida en 1991), mujer gran maestra de ajedrez
- Mustafa Yılmaz (nacido en 1992), gran maestro de ajedrez

## notas
1. ↑  Statistical Institute Uso incorrecto de la plantilla enlace roto (enlace roto disponible en Internet Archive; véase el historial, la primera versión y la última).
2. ↑  GeoHive. «Statistical information on Turkey's administrative units». Archivado desde el original el 19 de octubre de 2007. Consultado el 31 de marzo de 2008.
3. ↑  Statoids. «Statistical information on districts of Turkey». Consultado el 4 de mayo de 2008.
4. ↑  Turkish Ministry of the Interior. «Civilian Administrative Units in Turkey» (en turkish). Consultado el 31 de enero de 2017.